# Магнуссен, Свайн
Свайн Кнют Ве́стурдаль Ма́гнуссен (фар. Svein Knút Vesturdal Magnussen; род. 26 марта 1999 года в Торсхавне, Фарерские острова) — фарерский футболист, опорный полузащитник.

## Клубная карьера
Свайн начинал свою карьеру в академии датского клуба «Вайле». В 2016 году он перебрался в юношескую команду «Фредерисии» и провёл в её составе 2 сезона. В 2019 году полузащитник вернулся на родной архипелаг, заключив контракт с «ЭБ/Стреймур». Он дебютировал за этот клуб 10 марта того же года, отыграв 81 минуту в матче фарерской премьер-лиги против рунавуйкского «НСИ». 31 марта Свайн забил свой единственный мяч за «чёрно-синих», поразив ворота клаксвуйкского «КИ» в чемпионате. Всего в сезоне-2019 полузащитник принял участие в 27 встречах фарерского первенства. Также он отыграл 1 кубковую игру и 3 раза сыграл в первом дивизионе за «ЭБ/Стреймур II». Покинув команду в конце сезона, Свайн принял решение сделать паузу в карьере.

## Международная карьера
Свайн представлял Фарерские острова на юношеском уровне. 8 апреля 2014 года он дебютировал за сборную Фарерских островов (до 17 лет) в матче со сверстниками из Северной Ирландии. Свайн выступал за неё до 2015 года, приняв участие в общей сложности в 20 встречах.

## Статистика выступлений
| Выступление      | Выступление      | Выступление      | Лига | Лига | Кубки | Кубки | Еврокубки | Еврокубки | Прочие | Прочие | Итого | Итого |
| Клуб             | Лига             | Сезон            | Игры | Голы | Игры  | Голы  | Игры      | Голы      | Игры   | Голы   | Игры  | Голы  |
| ---------------- | ---------------- | ---------------- | ---- | ---- | ----- | ----- | --------- | --------- | ------ | ------ | ----- | ----- |
| ЭБ/Стреймур      | Премьер-лига     | 2019             | 27   | 1    | 1     | 0     | 0         | 0         | 0      | 0      | 28    | 1     |
| ЭБ/Стреймур      | Итого            | Итого            | 27   | 1    | 1     | 0     | 0         | 0         | 0      | 0      | 28    | 1     |
| → ЭБ/Стреймур II | Первый дивизион  | 2019             | 3    | 0    | 0     | 0     | 0         | 0         | 0      | 0      | 3     | 0     |
| → ЭБ/Стреймур II | Итого            | Итого            | 3    | 0    | 0     | 0     | 0         | 0         | 0      | 0      | 3     | 0     |
| Всего за карьеру | Всего за карьеру | Всего за карьеру | 30   | 1    | 1     | 0     | 0         | 0         | 0      | 0      | 31    | 1     |